# Ferdinand Becherer
Ferdinand Becherer (* 7. Juni 1963 in Konstanz) ist ein ehemaliger deutscher Eistänzer. Mit seiner Eistanzpartnerin und Zwillingsschwester Antonia Becherer wurde er dreimal Deutscher Meister im Eistanz. Das Paar wurde 9. bei den Olympischen Winterspielen 1988. Sie starteten für Konstanzer ERC.

## Erfolge und Ergebnisse
(mit Antonia Becherer)
| Wettkampf/Jahr           | 1982 | 1983 | 1984 | 1985 | 1986 | 1987 | 1988 |
| ------------------------ | ---- | ---- | ---- | ---- | ---- | ---- | ---- |
| Olympische Winterspiele  | –    | –    | –    | –    | –    | –    | 9.   |
| Weltmeisterschaften      | –    | –    | 15.  | 16.  | 8.   | 7.   | 8.   |
| Europameisterschaften    | –    | 11.  | 12.  | 10.  | 5.   | 7.   | WDR  |
| Deutsche Meisterschaften | 4.   | 2.   | 2.   | 2.   | 1.   | 1.   | 1.   |

- WDR = zurückgezogen